# متجه وحدة

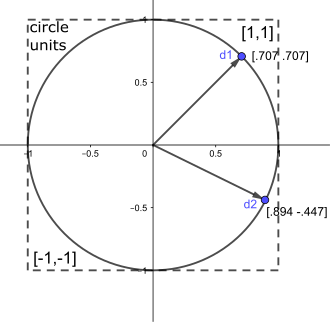

في الرياضيات يعرف متجه الوحدة (بالإنجليزية: Unit vector)‏ في الفضاء الشعاعي المنظم على أنه متجه (أحياناً متجه بعدي) له طول 1 (وحدة طولية). يرمز إلى متجه الوحدة عادة باستخدام حرف بالحالة الصغيرة مع إشارة الزاوية فوقه مثل القبعة. مثال: {\displaystyle {\hat {\imath }}}.
الجداء الداخلي لمتجهي وحدة في الفضاء الإقليدي هو بشكل بسيط جيب تمام الزاوية الحاصلة بينهما. نستنتج هذا باستبدال قيم المتجهات بـ 1 في علاقة الجداء الداخلي الاتجاهي.
ويعرف أيضا بأنه متجه له نفس اتجاه المتجه الاصلي وطوله يساوي الوحدة.

## نظام الإحداثيات الديكارتية
في نظام الإحداثيات الديكارتية الثلاثي الأبعاد، يشار إلى متجه الوحدة على المحاور الثلاثة X, Y, Z باسم النواظم. وتعطى كما يلي:
{\displaystyle \mathbf {\hat {\boldsymbol {\imath }}} ={\begin{bmatrix}1\\0\\0\end{bmatrix}},\,\,\mathbf {\hat {\boldsymbol {\jmath }}} ={\begin{bmatrix}0\\1\\0\end{bmatrix}},\,\,\mathbf {\hat {\boldsymbol {k}}} ={\begin{bmatrix}0\\0\\1\end{bmatrix}}}

## في الإحداثيات الإسطوانية
متجهات الوحدة المخصصة للإحداثيات الإسطوانية هي: {\displaystyle {\boldsymbol {\hat {s}}}} وهي المسافة من محور التناظر، {\displaystyle {\boldsymbol {\hat {\phi }}}} وهي الزاوية مقاسة بعكس عقارب الساعة من محور x الموجب، و{\displaystyle {\boldsymbol {\hat {z}}}}.
يتم التحويل بين أسس الإحداثيات الإسطوانية المذكورة آنفاً وأسس الإحداثيات الديكارتية {\displaystyle {\hat {x}},{\hat {y}},{\hat {z}}} كما يلي:
{\displaystyle {\boldsymbol {\hat {s}}}} = {\displaystyle \cos \phi {\boldsymbol {\hat {x}}}+\sin \phi {\boldsymbol {\hat {y}}}}
{\displaystyle {\boldsymbol {\hat {\phi }}}} = {\displaystyle -\sin \phi {\boldsymbol {\hat {x}}}+\cos \phi {\boldsymbol {\hat {y}}}}
{\displaystyle {\boldsymbol {\hat {z}}}={\boldsymbol {\hat {z}}}.}

## الإحداثيات الكروية
متجهات الوحدة في نظام الإحداثيات الكروية هي {\displaystyle {\boldsymbol {\hat {r}}}} المسافة القطرية من مركز الكرة، {\displaystyle {\boldsymbol {\hat {\phi }}}} الزاوية في المستوي x-y بعكس عقارب الساعة من المحور x، و {\displaystyle {\boldsymbol {\hat {\theta }}}} الزاوية من محور z الموجب.
العلاقة بين هذه المتجهات مع الإحداثيات الديكارتية هي كالتالي:
{\displaystyle {\boldsymbol {\hat {r}}}=\sin \theta \cos \phi {\boldsymbol {\hat {x}}}+\sin \theta \sin \phi {\boldsymbol {\hat {y}}}+\cos \theta {\boldsymbol {\hat {z}}}}
{\displaystyle {\boldsymbol {\hat {\theta }}}=\cos \theta \cos \phi {\boldsymbol {\hat {x}}}+\cos \theta \sin \phi {\boldsymbol {\hat {y}}}-\sin \theta {\boldsymbol {\hat {z}}}}
{\displaystyle {\boldsymbol {\hat {\phi }}}=-\sin \phi {\boldsymbol {\hat {x}}}+\cos \phi {\boldsymbol {\hat {y}}}}